# John Cheyne (diplomate)
Pour les articles homonymes, voir John Cheyne et Cheyne.
John Cheyne, né à une date incertaine et mort en 1414, est un diplomate et parlementaire anglais. Malgré ses convictions hérétiques, il remplit plusieurs missions diplomatiques de grande importance pour les rois Richard II puis Henri IV, et est très brièvement président de la Chambre des communes en 1399.

## Biographie

### Origines
Les origines de John Cheyne sont aujourd'hui incertaines, mais il semble être issu d'un milieu modeste. Entré dans les ordres mineurs de l'Église, il abandonne cette vocation pour épouser vers 1372 Margaret Deincourt, fille et veuve de pairs héréditaires. La famille de la mariée s'oppose à ces noces en raison de la différence de statut social entre les mariés ; John Cheyne est agressé physiquement par des membres de sa belle-famille, et doit payer une amende de £100 pour avoir épousé une noble sans l'accord du roi (réduite par la suite à £50). Ce mariage l'enrichit et le rapproche de membres de la cour, dont le baron Richard le Scrope, Lord grand trésorier du roi Richard II. John Cheyne est fait écuyer à la cour du roi en 1374, puis chevalier vers 1378. Il intègre le cercle d'anciens proches du défunt prince Édouard le Noir, dont Sir Lewis Clifford, Sir Thomas Latimer et Sir Philip de la Vache. Adoptant l'hérésie égalitariste des Lollards, ces hommes sont appelés les « chevaliers lollards ». Cheyne partage leurs convictions.

### Fonctions sous Richard II
Dans le même temps, le roi lui confie d'importantes missions diplomatiques, reconnaissant en lui « un diplomate au talent exceptionnel ». Il est envoyé en ambassade en Bretagne en 1380, puis en 1381 en mission secrète auprès de Venceslas, roi de Bohême, dont Richard allait épouser la sœur Anne. En juillet 1389, c'est lui qui accueille les ambassadeurs de France à Sandwich.
En novembre 1389, il est élu pour la première fois knight of the shire (député) du Gloucestershire à la Chambre des communes du Parlement d'Angleterre. Ce parlement adopte la loi de Provisors de 1351, qui interdit au pape de s'ingérer dans la nomination des évêques par l'Église en Angleterre. John Cheyne est envoyé à Rome présenter au pape Boniface IX les explications du roi Richard quant à cette loi. Il est réélu député en 1393 et en 1394. Au cours de ces années, toutefois, il se rapproche de Thomas de Woodstock, duc de Gloucester, ennemi du roi, et Richard II ne lui confie plus aucune mission diplomatique. Le 21 juillet 1397, il est arrêté en même temps que le duc, conduit devant le Parlement pour y être accusé de trahison, et condamné à mort. Sa peine est commuée en prison à perpétuité, et il semble avoir été relâché après quelques mois, peut-être à l'initiative de Sir John Russell, proche du roi.

### Fonctions sous Henri IV
Il effectue son retour au Parlement aux élections de 1399, ce parlement étant convoqué pour être témoin de l'abdication forcée de Richard II, et de l'accession au trône de Henry Bolingbroke, qui devient le roi Henri IV. Les députés acceptent formellement l'abdication de Richard le 30 septembre, puis se réunissent à nouveau brièvement le 6 octobre et élisent John Cheyne comme président (Speaker) de la Chambre des communes, avant que la session ne soit ajournée jusqu'au 14. Thomas Arundel, le nouvel archevêque de Cantorbéry, violemment opposé aux Lollards, proteste contre ce choix, et dénonce en John Cheyne un « ennemi de l'Église » aux idées « dangereuses ». Prudemment, John Cheyne démissionne de la présidence le 15 octobre, indiquant se sentir physiquement affaibli après son expérience en prison. 
Pour autant, malgré les soupçons bien fondés qui pèsent sur ses convictions religieuses, il est nommé membre du Conseil du Roi en juin 1400, et Henri IV fait un usage actif de ses talents de diplomate. Il négocie le mariage de la princesse Blanche d'Angleterre, fille aîné du roi, au prince héritier Louis du Palatinat en 1402. En 1404, il prend part à des « discussions intensives » avec la France pour empêcher une dégradation de ses relations avec l'Angleterre, rencontrant à deux reprises le roi de France Charles VI. Dans le même temps, il est sollicité pour organiser la défense des Marches galloises face aux assauts du prince gallois Owain Glyndŵr. En 1405, il négocie la reddition des rebelles gallois.
Il n'est plus député, mais s'adresse au Parlement en 1404 en tant que conseiller du roi, obtenant des députés que le roi puisse se saisir temporairement de biens de l'Église pour répondre à des besoins financiers. Son discours aux communes à cet effet lui vaut une réponse colérique de la part de l'archevêque de Cantorbéry. En 1406, il prend part à la délégation diplomatique envoyée en France négocier la paix à travers les fiançailles du prince héritier anglais Henri et de Catherine de Valois, fille de Charles VI. Il part ensuite à Rome, où il demeure près de deux ans pour tenter de négocier la fin du grand schisme d'Occident. Il est nommé à nouveau en ambassade en France en 1410 et en 1411.
Quelques mois avant sa mort il rédige son testament, y faisant transparaître ses idéaux lollards : Il refuse toute pompe pour ses funérailles, son corps ne devant être recouvert que de laine grise de fabrique grossière.